# Boarmia phricomita
Boarmia phricomita är en fjärilsart som beskrevs av Turner 1947. Boarmia phricomita ingår i släktet Boarmia och familjen mätare. Inga underarter finns listade i Catalogue of Life.